# Jatireja
Jatireja is een bestuurslaag in het regentschap Subang van de provincie West-Java, Indonesië. Jatireja telt 5644 inwoners (volkstelling 2010).